# Parque Recreativo do Alto da Serafina
O Parque do Alto da Serafina também conhecido por Parque dos Índios é um espaço recreativo ajardinado situado no Parque Florestal de Monsanto, em Lisboa.